# Formula Renault 3.5 Series 2008
Formula Renault 3.5 Series 2008 kördes över 17 heat och var den första säsongen för den nya bilen. Vinnaren av serien fick en testkörning med Renaults formel 1-bil. Den lycklige mannen blev Giedo van der Garde, som vann serien efter att ha kört över motståndarna totalt i början av säsongen, och kunde till och med kosta på sig att inte delta i säsongsfinalen, då han istället tävlade i GP2 Asia.

## Kalender
| Datum           | Bana              | Segrare Race 1      | Segrare Race 2      |
| --------------- | ----------------- | ------------------- | ------------------- |
| 26-27 april     | Monza             | Giedo van der Garde | Giedo van der Garde |
| 3-4 maj         | Spa-Francorchamps | Bertrand Baguette   | Giedo van der Garde |
| 24-25 maj       | Monaco            | Charles Pic         | kördes ej           |
| 7-8 juni        | Silverstone       | Salvador Durán      | Robert Wickens      |
| 5-6 juli        | Hungaroring       | Giedo van der Garde | Fabio Carbone       |
| 30-31 augusti   | Nürburgring       | Fabio Carbone       | Miguel Molina       |
| 6-7 september   | Le Mans           | Charles Pic         | Giedo van der Garde |
| 27-28 september | Estoril           | Fabio Carbone       | Miguel Molina       |
| 18-19 oktober   | Catalunya         | Julien Jousse       | Esteban Guerrieri   |

## Slutställning
| Plats | Förare              | Poäng |
| ----- | ------------------- | ----- |
| 1     | Giedo van der Garde | 137   |
| 2     | Julien Jousse       | 106   |
| 3     | Fabio Carbone       | 96    |
| 4     | Miguel Molina       | 79    |
| 5     | Mikhail Aleshin     | 73    |
| 6     | Charles Pic         | 69    |
| 7     | Bertand Baguette    | 69    |
| 8     | Esteban Guerrieri   | 62    |
| 9     | Salvador Durán      | 61    |
| 10    | Álvaro Barba        | 58    |